# Топтул
Топту́л (рос. Топтул, чув. Топтул) — присілок у складі Цівільського району Чувашії, Росія. Входить до складу Богатирьовського сільського поселення.
Населення — 40 осіб (2010; 45 у 2002).
Національний склад:
- чуваші — 98 %